# Hermes DVS in het seizoen 1956/57
Het seizoen 1956/1957 was het derde jaar in het bestaan van de Schiedamse betaaldvoetbalclub Hermes DVS. De club kwam uit in de Eerste divisie B en eindigde daarin op de achtste plaats. Tevens deed de club mee aan het toernooi om de KNVB Beker, hierin werd in de vierde ronde, na een replaywedstrijd, verloren van Feijenoord (3–7).

## Wedstrijdstatistieken

### Eerste divisie B
|       | AGOVV | Blauw-Wit | D.F.C. | EBOH  | EDO   | Excelsior | Fortuna | Helmond | RCH   | Rigtersbleek | SHS   | Sittardia | Stormvogels | Vitesse | Volendam |
| ----- | ----- | --------- | ------ | ----- | ----- | --------- | ------- | ------- | ----- | ------------ | ----- | --------- | ----------- | ------- | -------- |
| Thuis | 3 – 0 | 1 – 0     | 2 – 4  | 4 – 0 | 2 – 2 | 3 – 1     | 2 – 4   | 3 – 2   | 1 – 1 | 2 – 2        | 1 – 3 | 5 – 2     | 0 – 3       | 3 – 1   | 5 – 3    |
| Uit   | 1 – 3 | 4 – 1     | 3 – 2  | 1 – 3 | 0 – 3 | 0 – 0     | 1 – 2   | 3 – 3   | 3 – 0 | 3 – 3        | 1 – 1 | 4 – 2     | 2 – 1       | 3 – 1   | 1 – 0    |

### KNVB Beker
| 1e ronde                                                           | Flakkee                                                           | 1 – 4 (0 – 4) | Hermes DVS                                                          |
| 19 augustus 1956 Plaats: Middelharnis Sportpark Van Pallandtpolder | Kees Jongejan 70'                                                 |               | –', –' Frans Mijnsbergen Frans van der Burg Cock van der Tuijn      |
| 2e ronde                                                           | Archipel                                                          | 1 – 2 (1 – 1) | Hermes DVS                                                          |
| 15 september 1956 Plaats: Wassenaar Sportterrein aan de Buurtweg   | Meij 17'                                                          |               | 17' Cock van der Tuijn Bep Zaal                                     |
| 3e ronde                                                           | NAC                                                               | 2 – 3 (2 – 2) | Hermes DVS                                                          |
| 26 december 1956 Plaats: Breda Beatrixstraat                       | Jan van Hoogenhuizen 20' Louis Overbeeke 31'                      |               | 33' Cock van der Tuijn 45' Frans van der Burg 48' Jan van der Gevel |
| 4e ronde                                                           | Hermes DVS                                                        | 2 – 2 (1 – 1) | Feijenoord                                                          |
| 3 maart 1957 Plaats: Schiedam Damlaan                              | Wim van Zuijlekom 45' Cock van der Tuijn 70' (pen.)               |               | 43' (pen.) Gerard Kerkum 68' Henk Schouten                          |
| 4e ronde (replay)                                                  | Feijenoord                                                        | 5 – 1 (2 – 1) | Hermes DVS                                                          |
| 10 april 1957 Plaats: Rotterdam Stadion Feijenoord                 | Cor van der Gijp 15' Toon Meerman 32', 67', 87' Henk Schouten 52' |               | 11' Wim van Zuijlekom                                               |

## Statistieken Hermes DVS 1956/1957

### Eindstand Hermes DVS in de Nederlandse Eerste divisie B 1956 / 1957
| Stand | Gespeeld | Gewonnen | Gelijk | Verloren | Punten | Doelpunten voor | Doelpunten tegen |
| ----- | -------- | -------- | ------ | -------- | ------ | --------------- | ---------------- |
| 8e    | 30       | 12       | 7      | 11       | 31     | 62              | 58               |

### Topscorers
| #      | Naam               | Goal |
| ------ | ------------------ | ---- |
| 1.     | Frans van den Burg | 13   |
| 2.     | Jan van der Gevel  | 10   |
| 3.     | Frans Mijnsbergen  | 9    |
| 4.     | Cock van der Tuijn | 8    |
| 5.     | Harry Broeders     | 7    |
| 5.     | Wim van Zuijlekom  | 7    |
| 7.     | Bep Zaal           | 5    |
| 8.     | Aad van Diest      | 2    |
| 9.     | Leo Janse          | 1    |
| Totaal | Totaal             | 62   |

| #      | Naam               | Goal |
| ------ | ------------------ | ---- |
| 1.     | Cock van der Tuijn | 4    |
| 2.     | Frans van der Burg | 2    |
| 2.     | Frans Mijnsbergen  | 2    |
| 2.     | Wim van Zuijlekom  | 2    |
| 5.     | Jan van der Gevel  | 1    |
| 5.     | Bep Zaal           | 1    |
| Totaal | Totaal             | 12   |